# Parque Ecológico Morada das Vinhas
O Parque Ecológico Morada das Vinhas José Roberto Mota Barroca, conhecido também somente como Parque Ecológico Morada das Vinhas, é um parque no município paulista de Jundiaí. O local possui uma série de espaços à disposição da população, incluindo uma academia ao ar livre, uma horta com plantas medicinais, um espaço para leitura, uma exposição permanente de grafite, uma casa de escoteiros e um deck panorâmico. Também há equipamento e playground adaptados para pessoas com deficiência.
Tanto a ponte e a pista de caminhada de 800 metros do parque foram construídas com materiais reciclados.
Até a sua inauguração em 2015, a área estava abandonada e era conhecida como um ponto ilegal de descarte de entulho. Hoje, o parque é um dos seis "ecopontos" de Jundiaí, no qual a população pode descartar corretamente materiais como entulho, pneus, madeiras, galhos, eletroeletrônicos, pilhas, baterias, lâmpadas, óleo de cozinha e outros recicláveis. Em 2017, eram mensalmente recolhidas sete toneladas de materiais descartados pela população local, incluindo um contêiner de 1 mil litros entre eletrônicos e pilhas.